# Isla Hanover
L'isla Hanover è un'isola del Cile meridionale nell'oceano Pacifico. Appartiene alla regione di Magellano e dell'Antartide Cilena, alla provincia di Última Esperanza e al comune di Natales. È l'isola più grande e dà il nome all'arcipelago di Hanover.

## Geografia
L'isola Hanover si trova nella parte settentrionale dell'arcipelago; si affaccia ad ovest sul Pacifico; a nord-ovest il canale Farrel la divide dall'omonima isola. A nord si trova il canale Inocentes e la Angostura Guía che la separa dall'isola Chatham, a est il canale Esteban la separa dall'isola Esperanza, a sud è bagnata dalle acque del canale Ignacio. L'isola è solcata da profonde insenature e fiordi su tutti i lati. La sua superficie è di 811,9 km² e ha uno sviluppo costiero di 479,8 km; misura circa 28 miglia di lunghezza per 20 nel punto di massima larghezza. A sud di Hanover si trovano le isole Valenzuela, Armonía e Presidente Gabriel González Videla.

## Letteratura
L'isola è descritta nel romanzo Due anni di vacanze di Jules Verne. Il libro racconta la storia di 15 ragazzi (di età compresa tra 8 e 14 anni) di Auckland, in Nuova Zelanda, che trascorrono due anni in questa remota isola dove sono naufragati a causa di una tempesta. La chiamano "Chairman Island", dal nome del loro collegio.